# Mijoska
Mijoska (Servisch cyrillisch Мијоска) is een plaats in de Servische gemeente Prijepolje. De plaats telt 750 inwoners (2002).